# إرنستو لاكلو
إرنستو لاكلو (بالإسبانية: Ernesto Laclau) هو عالم نظريات سياسية وفيلسوف. يوصف عادةً بأنه «مخترع» نظرية ما بعد الماركسية السياسية. ويشتهر بمساهماته مع شريكه لفترة طويلة، شانتال موف.
درس التاريخ في بوينس آيرس، وتخرج من جامعة بوينس آيرس عام 1964، وحصل على   شهادة الدكتوراه من جامعة إسكس عام 1977.
عمل منذ العام 1986 بوظيفة أستاذ النظرية السياسية في إسكس، حيث أسس برنامج الدراسات العليا في الإيديولوجية وتحليل الخطاب وأداره عدة سنوات، وكذلك مركز الدراسات النظرية في الإنسانيات والعلوم الاجتماعية. تحت إدارته، وفَّر برنامج الإيديولوجية وتحليل الخطاب إطارًا بحثيًا لتطوير نوع مميز من تحليل الخطاب الذي يعتمد على نظرية ما بعد البنيوية (وبالأخص أعمال سوسور ودريدا)، والفكر ما بعد التحليلي (فيتغنشتاين، وريتشارد رورتي) والتحليل النفسي (أعمال لاكان بالأخص) لتوفير تحليل إبداعي لظواهر سياسية واقعية، مثل الهويات، وتحليل الخطاب والهيمنة. يُعرف هذا الميل النظري والتحليلي اليوم باسم «مدرسة إسيكس لتحليل الخطاب».
في أثناء حياته المهنية، ألقى لاكلو محاضرات على نطاق واسع في العديد من الجامعات في أمريكا الشمالية، وأمريكا الجنوبية، وأوروبا الغربية، وأستراليا، وجنوب أفريقيا. وقد شغل مؤخرًا مناصب في جامعة بافالو وجامعة نورث وسترن، كلاهما في الولايات المتحدة.
توفي لاكلو بنوبة قلبية في سيفّيل عام 2014.

## سيرته
درس لاكلو التاريخ في جامعة بوينس آيرس وكان عضوًا في بّي إس آي أن (الحزب الاشتراكي لليسار الوطني) حتى العام 1969، عندما دعم المؤرخ البريطاني إريك هوبسباوم دخوله إلى أكسفورد. كان لديه روابط وثيقة مع خورخيه أبيلاردو راموس، وهو مؤسس الحزب الاشتراكي لليسار الوطني، بالرغم من أنه وضَّح في العام 2005 أن الأخير تطور باتجاه لم يُعجبه. في نفس المقابلة، ادَّعى أنه من عائلة يريغوينيستا، وأن السياسي البيروني أرتورو خاوريتشي كان صديقًا مقربًا لوالده، وهو خصم شديد لدكتاتورية خوستو في العقد المخزي في ثلاثينيات القرن العشرين.
في السنوات اللاحقة، كانت له روابط وثيقة مع الاتحاد الاشتراكي الأرجنتيني (بالإسبانية: Confederación Socialista Argentina)، وهو يرتبط مع البيرونية في الأرجنتين.

## عمله
تأثر عمل لاكلو في البداية متأثرًا بالماركسية الثوسيرية وركز على قضايا نوقشت في الدوائر النيو ماركسية في سبعينيات القرن العشرين، مثل دور الدولة، وديناميكيات الرأسمالية، وأهمية بناء حركات شعبية، واحتمالية الثورة. أكثر كتب لاكلو أهمية هو الهيمنة والاستراتيجية الاشتراكية، الذي شارك في تأليفه مع شانتال موف عام 1985. يوصف الموقف الملخص في هذا الكتاب عادةً بأنه ما بعد مركزي لأنه يرفض (أ) الحتمية الاقتصادية الماركسية و(ب) الرؤية القائلة بأن الصراع الطبقي أهم صراع في المجتمع. وفي مقدمتهم لعام 2001 للإصدار الثاني للكتاب علَّق لاكلو وموف على هذا اللقب، موضحين أنهم كانوا «ما بعد ماركسيين» أيضًا عندما علقوا على لقب «ما بعد الماركسية»: حافظ عملهم على مخاوف وأفكار مشابهة على الرغم من خروجه عن الماركسية الغربية التقليدية. كان من الابتكارات الرئيسية في الهيمنة والاستراتيجية الاشتراكية هو طرح لاكلو وموف القائل بأن الحركات اليسارية بحاجة إلى بناء تحالفات مع تشكيلة واسعة من مجموعات مختلفة إذا ما أرادوا النجاح وتأسيس «هيمنة» يسارية. في الفصل الأخير من الكتاب، دُعِمَ مشروع «الديمقراطية الراديكالية والتعددية»: الديمقراطية التي يقبل الخاضعون إليها بأهمية قيم الحرية والمساواة، ولكنهم يتصارعون حول معنى المصطلحات.